# 大同信号
大同信号株式会社（だいどうしんごう、英: Daido Signal Co., Ltd.）は、東京都港区に本社を置く鉄道信号機や産業機器システムのメーカー。日本信号・京三製作所と並ぶ日本の3大信号メーカーの一つ。

## 製品
鉄道の信号保安関連では、連動装置・踏切関連の設備・軌道回路・自動列車停止装置 (ATS) などの装置を製作している。またここから発展して、パソコンの周辺機器やセキュリティ関連製品、特殊自動車の制御装置などを製造している。

## 歴史
1929年（昭和4年）11月に、東京市大森区（後の東京都大田区）に創業したのが始まりである。当初から鉄道用の信号機器の製造を行っていた。しかし第二次世界大戦中の1944年（昭和19年）3月に、戦時統制のために同業の京三製作所に一旦吸収合併された。
大戦後、1949年（昭和24年）12月20日に京三製作所から独立して再創業した。この際に本来の大森工場のほかに、疎開のために建設された福島県石川郡浅川町にある浅川工場を引き継いでいる。初期には通票閉塞器の製作・修理から業務を再開している。大森工場は1956年（昭和31年）12月に東京工場へ改組された。
日本で初めての長大路線の交流電化となった北陸本線の電化工事では、トランジスタを利用したAF方式軌道回路を製作して納入した。また営団地下鉄（後の東京メトロ）向けや東海道新幹線向けの自動列車制御装置 (ATC) や軌道回路の送受信装置などを製作した。この頃、1962年（昭和37年）9月に東京証券取引所第2部に上場し、1963年（昭和38年）6月に本社を東京都中央区から大田区へ移転した。
昭和40年代に入るとデジタル技術に取り組むようになり、踏切の監視装置などを開発した。また日本国有鉄道（国鉄）のヨンサントウ（昭和43年10月ダイヤ改正）に向けて継電連動装置の納入も行った。列車集中制御装置 (CTC) もこの頃から納入している。
1984年（昭和59年）4月に産業機器システム事業部を新設して、鉄道信号機器以外の事業の強化に取り組むようになった。電力向けの遠隔監視制御装置や特殊車両用の制御装置などの開発を行っている。また1985年（昭和60年）3月には国鉄で初めての電子連動装置を東神奈川駅へ納入した。
2010年（平成22年）1月、三工社との資本業務提携に関する基本合意書を締結したことについて東証発表。
2010年（平成22年）3月、三工社との資本業務提携契約書を締結。各種協力関係を構築するとともに、フィールド信号製品のラインナップを充実させることを東証発表。自己株式を引受け三工社の筆頭株主となる。
2011年（平成23年）7月、三工社の株式を54.41％取得し、三工社を子会社化することを東証発表した。
2012年（平成24年）3月26日、本社を東京都大田区仲池上2丁目20番2号から東京都港区新橋6丁目17番19号 新御成門ビルに移転。

## グループ会社
- 大同電興株式会社
- 大同信号電器株式会社
- 大同信号化工株式会社
- 大同テクノサービス株式会社
- 株式会社三工社